# Dark Reign (historieta)
Dark Reign (en español Reino oscuro en Hispanoamérica y Reinado oscuro en España) es el título de una serie de historietas publicado por Marvel Comics. La trama relata las consecuencias de Secret Invasion, al término de la desastrosa invasión skrull que dividió a un mundo ya fraccionado, dando lugar a un cambio de poder en el universo Marvel. Tony Stark fue despojado de sus cargos como director de S.H.I.E.L.D. y líder de Los Vengadores, ahora está huyendo. Norman Osborn —ex Duende Verde, exlíder de los Thunderbolts, y un multimillonario sociópata— toma las riendas de casi todo el patrimonio tecnológico de Stark, la confianza del gobierno y de la población estadounidense.

## Argumento
Después que la ciudad de Stamford, Connecticut, fuera destruida durante una pelea televisada entre superhéroes y supervillanos, se aprobó el decreto del Registro de Superhumanos. Todos los individuos con capacidades paranormales debían registrarse ante el gobierno. Tony Stark, alias Iron Man, fue designado de su cargo como director de S.H.I.E.L.D., —la fuerza internacional del orden—. Stark puso en funcionamiento La Iniciativa, plan para entrenar y vigilar superhéroes en este nuevo mundo, con la intención de destinar un equipo local de superhéroes a cada uno de los cincuenta estados de la Unión Americana.
Con la invasión skrull a la Tierra, Norman Osborn aprovecha el momento exacto para eliminar a la reina Skrull y, por ende, con la guerra. A partir de ese día, consigue la confianza del gobierno y obtiene el control de todos los asuntos superhumanos en Estados Unidos. Osborn —con una armadura de Tony Stark decorada con los colores rojo, blanco y azul adopta el nombre de Iron Patriot.— ensambla su propia organización de fuerza pacificadora nacional H.A.M.M.E.R., en sustitución de la extinguida agencia S.H.I.E.L.D. así como líder de su propio equipo de superhéroes, Los Vengadores Oscuros, a quienes formó con seres en que se siente que puede confiar, —como Sentry y Ares— y una selección de supervillanos que se hacen pasar por superhéroes, el asesino Bullseye es Ojo de Halcón; la criminal Moonstone es Ms. Marvel; Daken, el hijo de Wolverine como Wolverine; Venom se transformó en un nuevo Spider-Man; el guerrero Kree Noh-Varr tomó el manto del Capitán Marvel pero la situación esta peor de lo que parece. Sin que ninguno de ellos sepa, Norman hizo una alianza secreta, La Camarilla, con seis supervillanos, el soberano de la Atlántida Namor, la X-Men Emma Frost, el capo criminal Hood, el dictador latveriano Doctor Doom y el dios embustero Loki.

## Publicación
Secret Invasión: Dark Reign, en formato one-shot estuvo a cargo del historietista Alex Maleev, publicado el 10 de diciembre de 2008; la serie continuaría con miniseries independientes y algunos temas individuales seleccionados por Marvel Comics, que fueron temporalmente renombrados para resaltar su participación durante el evento.
Imágenes promocionales para este relato incluyen una serie de imágenes "We Lost, They Won" ("Nosotros perdimos, Ellos ganaron") las cuales muestran la cabeza robótica amputada de Iron Man, Emma Frost sosteniendo el visor de Cíclope, el Capitán América haciendo reverencia de forma patriota a Norman Osborn, la imagen de Wolverine (como Daken) mirando de forma despectiva hacia abajo, Thor inconsciente ante la forma femenina de Loki, Venom con el aspecto de Spider-Man y este derrotado, el Duende Verde (citando "Ganó").